# Tadamichi Machida
Tadamichi Machida (jap. 町田 忠道 Machida Tadamichi; ur. 23 maja 1981) – japoński piłkarz występujący na pozycji napastnika.

## Kariera klubowa
Od 2000 do 2005 roku występował w klubach Kashiwa Reysol, Kyoto Purple Sanga, Kawasaki Frontale i Tokyo Verdy.